# Karl von Stünzner

Karl von Stünzner

Karl Stünzner, seit 1874 von Stünzner (* 11. November 1839 in Frankfurt (Oder); † 2. April 1914 in Fürstenwalde) war ein preußischer General der Kavallerie.

## Leben

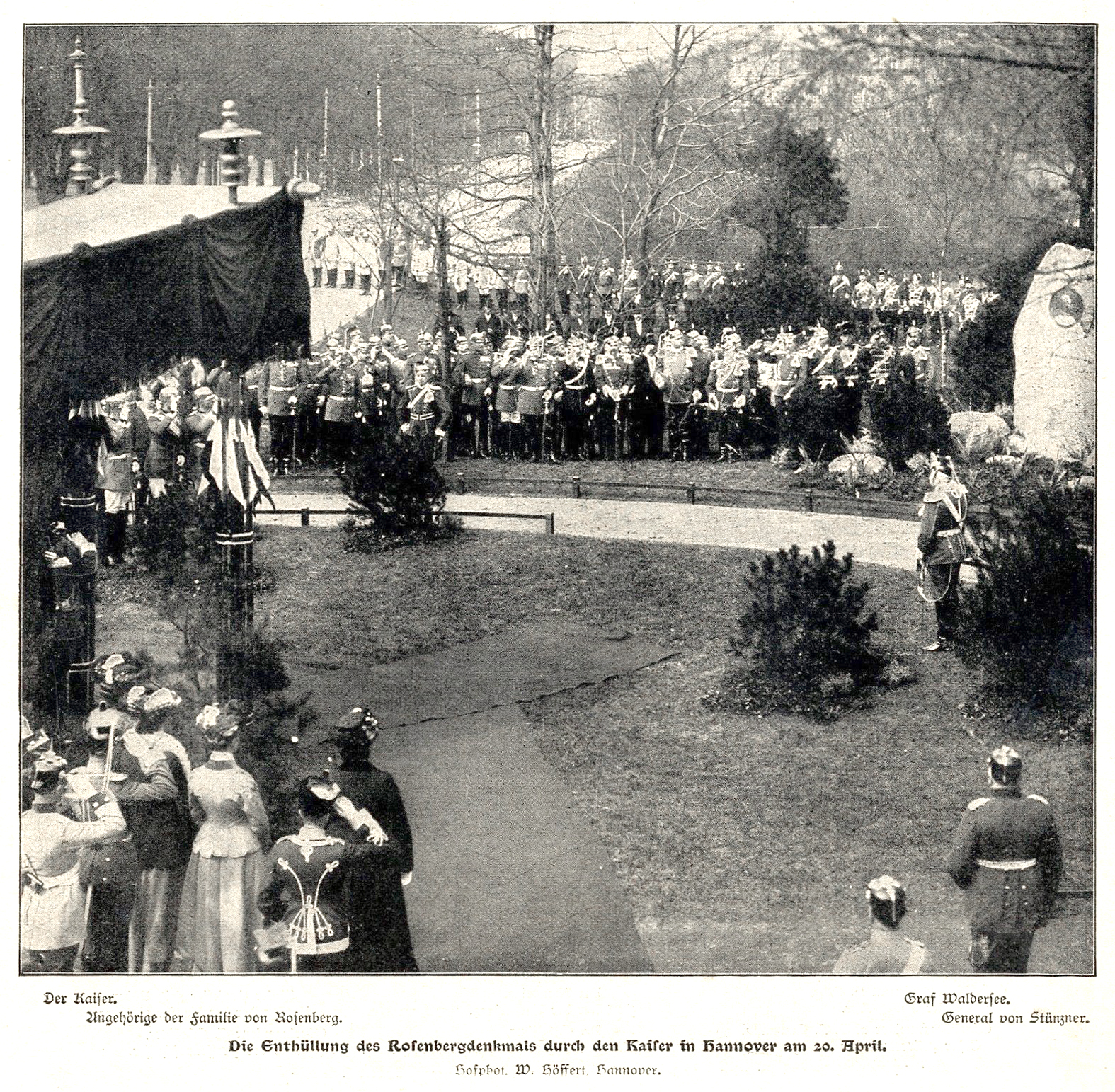
Am 20. April 1902 nahm von Stünzner mit Alfred von Waldersee an der Enthüllung des Rosenbergdenkmals in Hannover durch Kaiser Wilhelm II. teil;
Zeitungsdruck nach einer Aufnahme von Hoffotograf Wilhelm Höffert

Stünzner ist der Sohn von Karl Ewald Stünzner, seit 1874 von Stünzner (1807–1891), Chefpräsident der Oberrechnungskammer Preußens, und seiner ersten Ehefrau Julie Karbe (1809–1847).
Stünzner trat am 1. April 1859 als Einjährig-Freiwilliger in das Kaiser Franz Garde-Grenadier-Regiment der Preußischen Armee ein. Ende Februar 1860 trat er zur Kavallerie über und wurde mit Aussicht auf Beförderung im Ulanen-Regiment Nr. 3 angestellt. Dort folgte am 12. Juli 1860 seine Beförderung zum Portepeefähnrich sowie am 13. Dezember 1860 zum Sekondeleutnant. Als solcher machte er 1866 den Feldzug gegen Österreich mit und kam nach dem Friedensschluss in das Dragoner-Regiment Nr. 9 nach Osnabrück. Die kommenden drei Jahre absolvierte Stünzner die Kriegsakademie und avancierte zwischenzeitlich zum Premierleutnant. Während des Krieges gegen Frankreich nahm er mit seinem Regiment an den Schlachten bei Vionville, Gravelotte, Noisseville, Beaune-la-Rolande und Le Mans teil. Außerdem wirkte Stünzner bei der Belagerung von Metz und erhielt das Eiserne Kreuz II. Klasse.
Nach Kriegsende kommandierte man ihn am 21. Oktober 1871 zur Dienstleistung beim Großen Generalstab und hierher wurde er mit seiner Beförderung zum Hauptmann am 20. Juni 1872 versetzt. Durch die Verleihung des erblichen preußischen Adels am 18. Februar 1872 an seinen Vater wurde Stünzner am 18. Februar 1874 geadelt. Am 12. Oktober 1875 folgte seine Versetzung nach Magdeburg zum Generalstab des IV. Armee-Korps. Dort wurde Stünzner am 18. Oktober 1879 Major und am 6. Juli 1882 wieder zum Großen Generalstab versetzt. Kurzzeitig war er von Juni bis Oktober 1886 mit der Vertretung des beurlaubten Kommandeurs des 2. Garde-Ulanen-Regiments beauftragt. Anschließend kommandierte man ihn zur Vertretung des Kommandeurs zum Ulanen-Regiment Nr. 10 und übertrug Stünzner am 11. Dezember 1886 das Kommando über diesen Verband. In dieser Stellung avancierte er am 22. März 1887 zum Oberstleutnant, wurde am 13. Juli 1887 zum Chef des Generalstabes des X. Armee-Korps ernannt sowie am 21. Juli 1889 zum Oberst befördert.
Mit der Übernahme der 9. Kavallerie-Brigade in Glogau am 28. Juli 1892 stieg er zum Generalmajor auf. Daran schloss sich ab 15. November 1894 eine Verwendung als Oberquartiermeister an. Zugleich fungierte Stünzner auch als Mitglied der Studienkommission der Kriegsakademie. Am 18. Juli 1896 wurde er zum Generalleutnant befördert sowie am 2. Juni 1897 zum Kommandeur der 2. Division in Königsberg ernannt. Ab 17. Oktober 1899 war Stünzner Kommandierender General des X. Armee-Korps in Hannover und wurde in dieser Stellung am 14. September 1900 zum General der Kavallerie befördert. Unter Stellung à la suite des Ulanen-Regiments „Prinz August von Württemberg“ (Posensches) Nr. 10 wurde Stünzner in Genehmigung seines Abschiedsgesuches am 7. Februar 1908 mit der gesetzlichen Pension zur Disposition gestellt. Für seine langjährigen Verdienste hatte ihn Wilhelm II. zum Ritter des Schwarzen Adlerordens geschlagen.
Stünzner heiratete am 4. Februar 1870 Wilhelmine Loewe aus Breslau (* 1848). Aus dieser Ehe gingen die Söhne Karl und Werner sowie die Töchter Julie und Martina hervor.